# Obhausen
Obhausen – gmina w Niemczech, w kraju związkowym Saksonia-Anhalt, w powiecie Saale, wchodzi w skład gminy związkowej Weida-Land.
1 stycznia 2010 do gminy przyłączono gminę Esperstedt.

## Współpraca
Miejscowość partnerska:
- Eggenstein-Leopoldshafen, Badenia-Wirtembergia